# Карнуа-Маме
Карнуа-Маме (фр. Carnoy-Mametz) — муніципалітет у Франції, у регіоні О-де-Франс, департамент Сомма. Карнуа-Маме утворено 1 січня 2019 року шляхом злиття муніципалітетів Карнуа i Маме. Адміністративним центром муніципалітету є Маме. Населення — 280 осіб (01.01.2021).